# منطقه زمانی مرکزی
منطقه زمانی مرکزی (Central Time Zone یاCT) یک منطقه زمانی در بخش‌هایی از کانادا، و ایالات متحده آمریکا, مکزیک, آمریکای مرکزی, بعضی از جزائر کارائیب, و بخشی از اقیانوس آرام است. این منطقه زمانی شش ساعت پیش از ساعت هماهنگ جهانی (ساعت گرینویچ - GMT) است. در ساعت تابستانی (DST), به پنج ساعت قبل از ساعت هماهنگ جهانی می‌رسد. به این زمان، زمان شیکاگو هم می‌گویند

## مناطق مورد استفاده

### کانادا
- نوناووت (territory): western areas (most of Kivalliq Region and part of Qikiqtaaluk Region)
- انتاریو (province): a portion of the northwest bordering northeastern Manitoba

### آمریکا
- آلاباما
- آرکانزاس
- فلوریدا
- ایلینوی
- ایندیانا
- آیووا
- کانزاس: همه به جز شهرستان‌های شهرستان شرمان، کانزاس, شهرستان والاس، کانزاس, شهرستان گریلی، کانزاس and شهرستان همیلتون، کانزاس
- کنتاکی
- لوئیزیانا
- میشیگان: همه به جز (شهرستان گوگبیک، میشیگان, شهرستان آیرون، میشیگان, شهرستان دیکینسون، میشیگان, و شهرستان منومینه، میشیگان) که با ویسکانسین مرز دارد.
- مینه‌سوتا
- ایالت میسیسیپی
- میزوری
- نبراسکا: دو سوم آن
- داکوتای شمالی: به جز مناطق جنوب رودخانه میزوری
- اکلاهما
- داکوتای جنوبی: نیمه شرقی
- تنسی: دو سوم غربی
- تگزاس: همه تگزاس به جز شهرستان هادسپت و شهرستان ال پاسو، تگزاس در غرب ایالت
- ویسکانسین

### مکزیک
- آگوئاسکالینتس
- کامپچه
- کواویلا
- کولیما
- چیاپاس
- دورانگو
- گوآناخوآتو
- گررو
- ایالت ایدالگو
- خالیسکو
- ایالت مکزیک
- میچوآکان
- ایالت مورلوس
- نوئوو لئون
- اوآخاکا
- پوئبلا
- کرتارو
- کینتانا رو
- سن لوئیس پوتوسی
- ایالت تاباسکو
- تامائولیپاس
- تلاسکالا
- وراکروس
- یوکاتان
- ساکاتکاس

مکزیکو سیتی, نیز از زمان مرکزی استفاده می‌کند